# 陣中食
陣中食（じんちゅうしょく）とは戦国時代に戦争の際に食された野戦糧食の一種である。カロリーと栄養を手早く摂取すること、簡易に携行できる事や保存性、手に入りやすさや作りやすさに主眼が置かれるため、それまでの保存食や非常食が流用・転用されることが多かった。また、農閑期に戦が行われることが多いため、そのまま冬季の保存食が用いられることも多かった。

## 分類

### 保存・携行食（生食及び調理済み食品）

#### 主食
- 飯類
  - 握り飯・屯食：日本では古来から携行食・非常食として食されてきた。
  - 五平餅・きりたんぽおよびたんぽ餅・ひこぜん・しんごろう・はんごろし
  - あくまき・ちまき
- 餅類
  - 餅：求肥やふところ餅のように加糖して（江戸時代中期以前の砂糖がまだ伝来・普及していない時代には甘葛の煮詰めた汁や水飴（麦芽糖）、蜂蜜などで加糖した）冬でも硬くならないように加工したもの（丸餅など）はそのまま食し、鏡餅や切り餅のように日持ちするように硬くした餅はずんだ餅・あんころ餅・ぼたもち・ぜんざい・汁粉・雑煮・焼き餅・揚げ餅などに調理して食した。
  - 煎餅：そのまま食すほか、湯に入れる、煮るなどして餅状に戻し（糊化）食した。
    - 堅餅（煎餅の元ともなった）

#### 副食及び食材
- 味噌玉：調味料ほか副食として生食もされた。
- 梅干：食すだけでなく飲料水や傷口の消毒、喉の渇きに対して見つめて唾液分泌促進にも用いた。
- 鶏卵：野鶏を捕まえて産ませた。藁で編んだ包みに保存すると二十日ほど日持ちする。他にも剥いたばかりの新鮮な卵殻膜は絆創膏の代用として負傷した傷口に貼った。
- 干物・燻製・漬物といった保存食

##### 酒類
単なる嗜好品や料理の調味としてだけでなく、過酷な戦時下において不安解消や睡眠導入、英気を養う目的や戦意高揚、負傷者の手当てに用いた。
- 日本酒
  - 諸白－片白－並酒
- 濁酒（どぶろく）
- みりん
- 焼酎：飲用するほか食材や食品、あるいはまれに大将級の首級の保存、負傷者の外傷の消毒・洗浄や器具の洗浄にも用いた。

#### 主食・副食兼用
- 飯類
  - 熟れ寿司・寿司#押し寿司
  - 弁慶飯・朴葉飯(朴葉寿司)
- 餅
  - きなこ餅・ずんだ餅・あんころ餅・ぼたもち・おやき
  - 黍団子・栃餅・櫨餅(ハゼ餅、ハゼノキを参照)
  - 求肥飴
    - ゆべし
    - 朝鮮飴：朝鮮出兵後前は長生飴または肥後飴ともよばれた。

  - カネ餅、しとぎ餅(粢餅・糈餅)
- その他
  - 兵糧丸
  - 納豆：穀類が尽きた際には主食としても足軽など農民兵に食された。
  - 味噌松風 - 一向一揆勢の糧食を起源とする説がある。

### 加工済み調理食(保存用加工はしてあるが調理する必要がある食品)
- 干物・燻製・漬物といった保存食
  - 高野豆腐・燻り豆腐
  - いもがら：芋茎・芋がら縄
  - 切干大根
  - 干納豆

### 未加工・調理食(その場で調理する食事・食品)

#### 主食
- 飯類
  - 雑穀飯・粥・湯漬け
    - おかゆ・おもゆ：蛍飯同様情勢が厳しいときに文字通り「糊口をしのぐ」「口に糊する」ために食したほか、急病人・怪我人、飢餓の状態にあった者など戦線を離脱し通常の食事が出来ないほど体力を消耗した者に用いられる。
      - 鏡飯：おかゆが水鏡のように映るほど水分を加えた粥。使用例はおかゆ・おもゆに同じ。

  - 蕎麦がき
- 餅類
  - 焼き餅・おかき・揚げ餅
- イモ類・その他でんぷん質食材
  - イモ類：地下茎、塊根
  - カタクリ
  - 葛湯：葛粉を湯で溶かした物にワサビ・和からしや塩・味噌を添え粥のように食した。
  - クワイ
  - 鱗茎：ゆり根、ニンニクなど
  - カボチャ

#### 主食・副食兼用
野営での調理の際はよく洗った鍛鉄製陣笠を大鍋として用い、味噌玉を溶かして芋がら縄など食材をいれ3 - 4人分の陣中食（この場合は味噌汁及び汁かけ飯・または味噌汁と一緒に穀類を煮込んだ雑炊）を野菜・山菜などの具材を入れて煮るなど調理した。
- 飯類
  - 雑炊・おじや：戦国時代当時までの農民・庶民の手間なく作れる一般的な食事形態のひとつでもある。
    - 蛍飯：雑穀と米とヨモギなどの野草や山菜を水分を多めにして雑炊にしたもの。兵糧攻めや国の内情が厳しいときにやむを得ず食した。元は飢饉にあえぐ農民の食事形態である。
    - 飛飯
    - 味噌汁：飯および雑穀飯と共に煮込み雑炊、あるいは飯を入れてかき込み飯のようにして食した。
- 餅類
  - ぜんざい・汁粉・雑煮
- その他
  - すいとん・ほうとう・索餅・素麺・うどん

#### 副食及び食材
- 米・糒
- きな粉・はったい粉
- 獣肉（じゅうにく・シシにく）：動物性たんぱく質の摂取。室町時代後期までは馬・牛・鹿・猪・兎・熊・犬などの獣肉を市で売買した記録が寺内町であった妙楽寺遺跡の楽市の売買記録や当時の簡単な料理法・食事法（鍋や串焼き：バーベキュー、膾など）を記した庶民の日記として残っている。また、妙楽寺遺跡ではゴミ集積所や住居庭先跡からは埋めたこれらの骨も出土し、集合便所跡から出土した糞石中に無鉤条虫・有鉤条虫・回虫などこれらの哺乳類由来の寄生虫やジフテリアの近縁菌も確認されている。
  - 野鳥類
    - 鶏卵・野鶏：動物性たんぱく質の摂取。
    - ウズラおよびその卵
    - キジ
    - ヤマドリ・鴨・雁など
    - スズメ
- 魚介類・鯨：海洋性たんぱく質の摂取。これらは平和になった江戸時代まで市場（しじょう）で出回った。
- 野草・山菜・野菜・海藻・海草・救荒植物：植物性で現地調達できるもの・しやすいものを調理具材として使う。ビタミン類とミネラルの摂取。

##### 調味料
- 唐辛子：調味料としてのみならず、カプサイシンが持つ寒冷期に身体を温めるの効能や消毒効果による食材の保存、野菜不足によるビタミンAとビタミンCを補うための食材でもあった。
- 酒類：単なる嗜好品としてだけではなく料理の調味、エタノールの持つ殺菌消毒の効果が負傷の消毒や敵将の首級の保存にも用いられた。
- 塩：単なる調味料としてだけではなく浸透圧の殺菌消毒効果を利用して食材の保存、負傷の消毒や敵将の首級の保存に用いられた。
- 味噌玉・醤：単なる調味料としてだけではなく含まれる塩分の浸透圧の殺菌消毒効果を利用して食材の保存、負傷の消毒にも利用された（傷の容態・細菌感染症の種類によっては悪化させる危険性もあった）。
- 酢：単なる調味料としてだけではなく有機酸としての低PHの酸度が持つ殺菌消毒効果を利用して食材の保存、負傷の消毒や食中毒予防・治療に用いられた。